# حمدي الميرغني
حمدي المرغني (1 أبريل 1988 -)، ممثل مصري إشتهر عند مشاركته في عروض تياترو مصر والتي أسسها أشرف عبد الباقي، وظهر فيها بأربع مواسم كشخصية أساسية في جميع العروض. وخاله هو الفنان سليمان عيد.

## أعماله

### الأفلام
- 2016: فص ملح وداخ
- 2016: جحيم في الهند [3][4]
- 2016: كلب بلدي [5][6]
- 2016: أوشن 14
- 2018: الأبلة طم طم
- 2019: نادي الرجال السري
- 2019: خيال مآتة (ضيف شرف)
- 2019: حملة فرعون
- 2020: عفريت ترانزيت
- 2021: ديدو
- 2021: ماما حامل
- 2021: أحمد نوتردام
- 2022: خطة مازنجر
- 2022: زومبي
- 2022: تماسيح النيل
- 2022: بحبك
- 2022: الرجل الرابع
- 2023: أخي فوق الشجرة
- 2023: رمسيس باريس
- 2023: مغامرات كوكو
- 2023: شوجر دادي

### المسلسلات
- 2010: راجل وست ستات ج6 (ضيف شرف)
- 2014: أنا وبابا وماما
- 2015: لهفة (ضيف شرف)
- 2016: وعد
- 2016: نيللي وشريهان (ضيف شرف)
- 2016: ليالي الحلمية (الجزء السادس)
- 2017: في ال لا لا لاند
- 2018: عزمي وأشجان
- 2018: واكلينها والعة
- 2019: سوبر ميرو (هدهد)
- 2019: حشمت في البيت الأبيض
- 2020: سكر زيادة (ضيف شرف)
- 2020: فلانتينو
- 2020: العمارة
- 2020: الشركة الألمانية لمكافحة الخوارق: جمجوم وبم بم
- 2020: اتنين في الصندوق
- 2021: لحم غزال
- 2021: السنونو
- 2022: الكبير أوي 6
- 2022: أحلام سعيدة
- 2023: سقط سهوا

### المسرحيات
- 2010: شيزلونج
- 2013: تياترو مصر
- 2014 : 2018: مسرح مصر
- 2019: لوكاندة الأوباش
- 2020: اللوكاندة
- 2022: كازنوفا
- 2022: جامعة المشاغبين
- 2022: الوش التاني
- 2023: ميمو

### الرسوم المتحركة
- 2020: سبع البرمبة

### المسلسلات الإذاعية
- 2016: المسيحاتي
- 2016: ثلاثي أضواء الراديو

### برامج
- جد جدا 2012

## روابط خارجية
- حمدي الميرغني على موقع IMDb (الإنجليزية)
- حمدي الميرغني على موقع قاعدة بيانات الأفلام العربية
- حمدي الميرغني على موقع قاعدة بيانات الفيلم (الإنجليزية)